# Descabezado Grande
Descabezado Grande é um estratovulcão localizado na Região Maule do Chile. Tem uma caldiera vulcânica com diâmetro de 1,4 km.